# Department of Health and Social Care

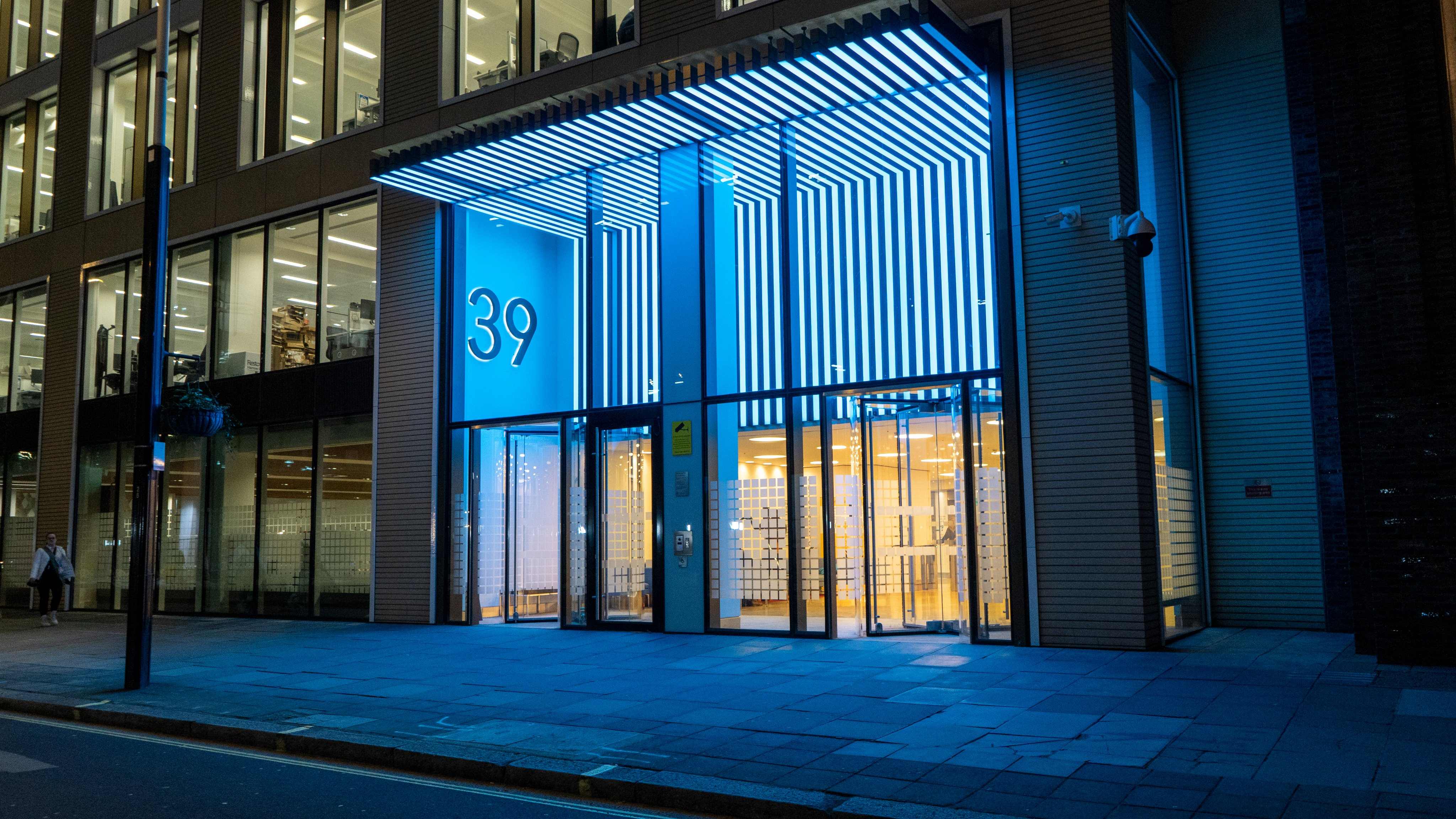
Gebäude des Department of Health and Social Care in London

Das Department of Health and Social Care (DHSC) ist ein Ministerium in der Regierung des Vereinigten Königreiches mit der Verantwortung für Gesundheit und Wohlfahrt. Der Sitz ist in London, 39 Victoria Street. Der aktuelle Minister ist Wes Streeting. Es ist zuständig für den National Health Service (NHS)

## Geschichte
Das Department wurde 1988 geschaffen durch Ausgliederung aus dem Department of Health and Social Security (DHSS) (Ministerium für Gesundheit und Soziale Sicherheit).
Im 19. Jahrhundert entstanden mehrere Gremien zur Gesundheitsberatung, so ein Gesundheitsausschuss 1805–1831 und 1854–1858 eine Generalausschuss für Gesundheit, der direkt dem Privy Council unterstellt war. Örtliche Gesundheitsämter, die von 1848 bis 1894 existierten, waren ebenso zuständig. Zur Aufsicht wurde 1871 das „Local Government Board“ gegründet, das zugleich auch die Funktionen des „Poor Law Board“ in der Armenfürsorge übernahm. Mit dem Aufkommen der modernen Kommunalverwaltung unterstand das Local Government dem Innenministerium. Mit dem Ministry of Health Act 1919 wurde das Local Government Board abgeschafft und die Befugnisse und Aufgaben auf ein Gesundheitsministerium (Ministry of Health) übertragen, um die medizinischen und öffentlichen Gesundheitsaufgaben in einer Behörde zusammenzufassen. Ferner übernahm sie die medizinischen Aufgaben des Bildungsausschusses, die Aufgaben des Hebammengesetzes, die Befugnisse des Innenministers in Hinsicht auf das Kindergesetz von 1908 sowie die Aufgaben der Versicherungskommissare. Zu Beginn des 20. Jahrhunderts wurde medizinische Hilfe durch diese nationalen Krankenversicherungskommissionen bereitgestellt. Von 1935 bis 1945 wurde die Koordinierung der örtlichen medizinischen Dienste im Zusammenhang mit Notfall- und Kriegsdiensten ausgeweitet, und dies mündete 1948 in die Gründung des NHS. 1968 wurde das Ministry of Health aufgelöst und wie das Ministry of Social Security in das neue Department of Health and Social Security überführt, das den größten Einzeletat aufwies. 

## Organisation
Das Ministerium überwacht 15 unabhängige Regionalabteilungen (Quango).

### Exekutivorganisationen
- Medicines and Healthcare products Regulatory Agency (MHRA).
- UK Health Security Agency

Eine wissenschaftliche Begleitung geschieht durch das National Institute for Health and Care Research.

## Einzelbelege
1. ↑  The National Archives | NDAD | Health Departments. 6. November 2006, archiviert vom Original am 6. November 2006; abgerufen am 13. April 2024.  Info: Der Archivlink wurde automatisch eingesetzt und noch nicht geprüft. Bitte prüfe Original- und Archivlink gemäß Anleitung und entferne dann diesen Hinweis.
2. ↑  Our governance | NIHR. Abgerufen am 13. April 2024.